# Давыдовское (Московская область)
Давыдовское — деревня в Лучинском сельском поселении Истринского района Московской области. Население — 56 чел. (2010), в деревне 1 улица, зарегистрировано 4 садовых товарищества. С Истрой деревня связана автобусным сообщением (автобус № 25).
Находится примерно в 11 км на юго-запад от Истры, на шоссе, соединяющем город с автострадой Балтия, высота над уровнем моря 204 м. Ближайшие деревни к востоку — Горшково и Котово, к северу — Крючково, по другим направлениям — леса.
В деревне находятся примыкающие к Новорижскому шоссе завод Coca Cola и крупный логистический центр «Кулон-Истра», где располагаются в том числе склады Major и «Азбуки вкуса».

## Население
| 2002 | 2006 | 2010 |
| ---- | ---- | ---- |
| 25   | ↗31  | ↗56  |